# Górnica (Wałcz)
Górnica (deutsch Hohenstein) ist ein Dorf in der Landgemeinde (Gmina) Wałcz (Deutsch Krone) im Powiat Wałecki (Deutsch Kroner Kreis) der polnischen Woiwodschaft Westpommern.

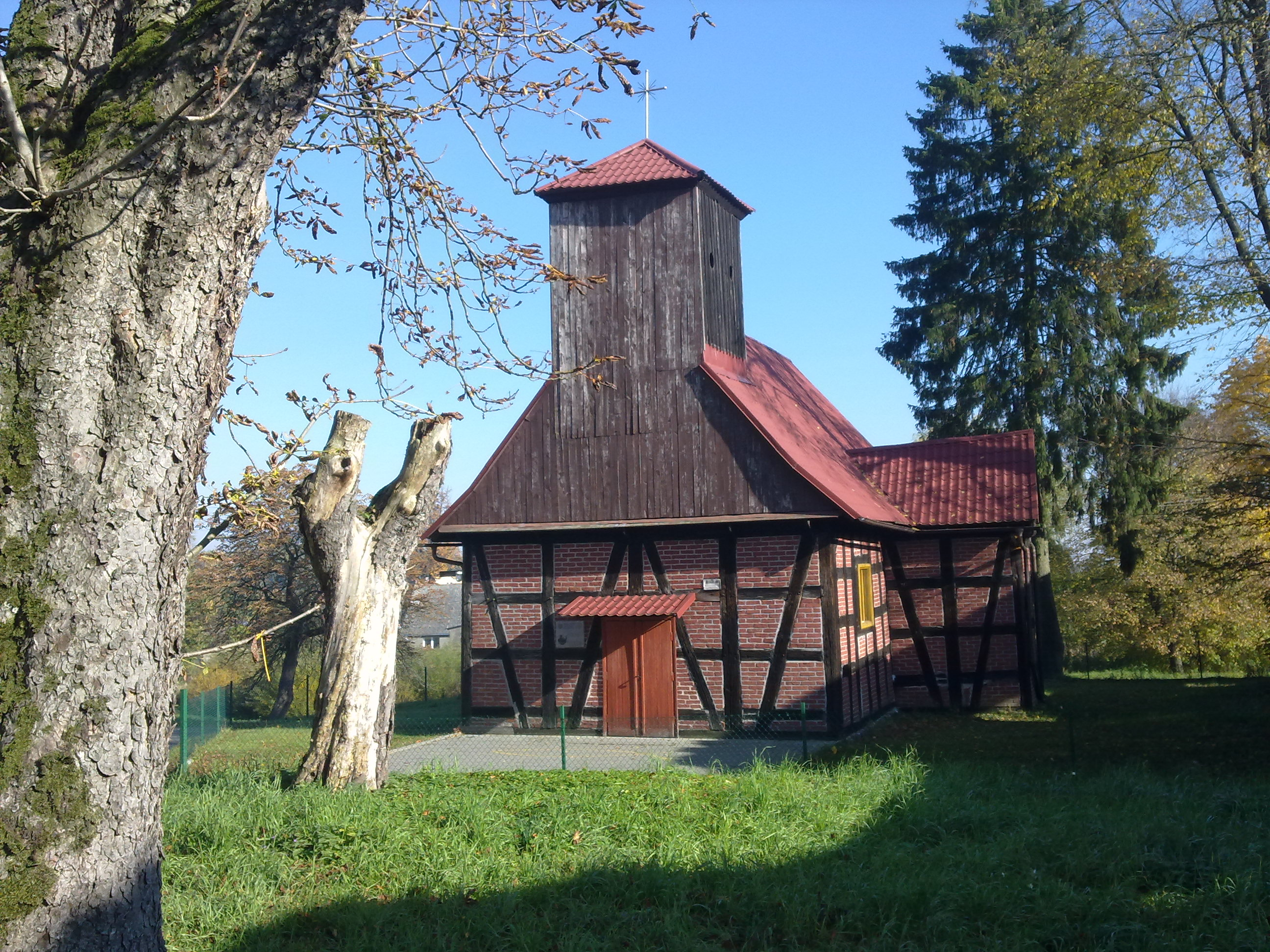
Dorfkirche, bis 1945 Gotteshaus der evangelischen Gemeinde Hohenstein, erbaut in der zweiten Hälfte des 17. Jahrhunderts (Aufnahme 2012)

## Geographische Lage
Das Dorf liegt im Netzedistrikt des ehemaligen Westpreußen, etwa zwölf Kilometer nordwestlich von Wałcz (Deutsch Krone) und zwölf Kilometer östlich  von Mirosławiec (Märkisch Friedland).

## Geschichte
Die Ortschaft hieß im 17. Jahrhundert Hogenstein, neupolnisch Wyssoki kamień, und gehörte ursprünglich zu den sogenannten Goltzer Gütern in der Region, die sich im Besitz der Familie von der Goltz befanden. Das Dorf war am Anfang des 16. Jahrhunderts zusammen mit den Dörfern Lüben und Appelwerder durch Marten und Arnd von der Goltz gegründet worden. Es kam dann an die Herrschaft Friedland, die um die Mitte des 17. Jahrhunderts durch Heirat in den Besitz der Familie Blankenburg gelangte. 1783 wurde Hohenstein zusammen mit Appelwerder von einem Blankenburg an den Freimann Bök verkauft, der Hohenstein noch 1804 in Besitz hatte.
Um 1930 hatte Hohenstein vier Wohnplätze:
- Georgsthal
- Hohenstein
- Ludwigshorst
- Marquardsthal

Im Jahr 1945 gehörte Hohenstein zum Landkreis Deutsch Krone im Regierungsbezirk Grenzmark Posen-Westpreußen der preußischen Provinz Pommern des Deutschen Reichs. Hohenstein war dem  Amtsbezirk Petznick zugeordnet.
Im Februar 1945 wurde Hohenstein von der Roten Armee besetzt. Nach Beendigung der Kampfhandlungen wurde die Region seitens der sowjetischen Besatzungsmacht zusammen mit ganz Hinterpommern und der südlichen Hälfte Ostpreußens – militärische Sperrgebiete ausgenommen – der Volksrepublik Polen zur Verwaltung überlassen. Es wanderten nun Polen zu. Hohenstein wurde unter der polnischen Ortsbezeichnung „Górnica“ verwaltet. Die einheimische Bevölkerung wurde von der polnischen Administration aus Hohenstein vertrieben.

### Demographie
| Jahr | Einwohner | Anmerkungen |
| ---- | --------- | --- |
| 1783 | –         | adliges Dorf und Vorwerk nebst einer evangelischen Kirche, im Netzedistrikt, Kreis Krone, zwölf Feuerstellen (Haushaltungen)                                             |
| 1818 | 97        | Dorf, adlige Besitzung |
| 1910 | 343       | am 1. Dezember, davon 117 (sämtlich Evangelische) im Dorf und 226 (194 Evangelische, 29 Katholiken, drei Juden; 20 Einwohner mit polnischer Muttersprache) im Gutsbezirk |
| 1925 | 410       | darunter 345 Evangelische, 18 Katholiken und 46 Juden |
| 1933 | 303       | [ 7 ] |
| 1939 | 325       | [ 7 ] |

## Kirche
Die erste Kirche zu Hohenstein wurde 1586 durch Arnd von der Goltz erbaut; sie stand mitten im Dorf auf dem alten Friedhof. Nachdem ihr der Einsturz drohte, wurde sie 1672 abgebrochen und vor dem herrschaftlichen Hof durch den Burggrafen Arnd Caspar von der Goltz in Steinfachwerk mit gedrungenem hölzernen Turm neu errichtet. Sie hatte zwei Glocken von 1663, die Kanzel befand sich rechts vom Altar. Um 1890 war noch keine Orgel vorhanden. Die Kirche war eine Filiale des evangelischen Kirchspiels von Lüben.